# Rugby 7 en los Juegos Asiáticos
El rugby 7 es una de las tantas disciplinas de los Juegos Asiáticos.

## Historia
Se jugó por primera vez en Juegos Asiáticos de 1998, en la XIII edición de los Juegos.
En las ediciones anteriores de 1998 y 2002, también se disputó en formato de rugby XV.
El torneo femenino se incorporó a los juegos en 2010.

## Historial

### Torneo masculino
| Evento                 | Oro           | Plata         | Bronce        |
| ---------------------- | ------------- | ------------- | ------------- |
| Bangkok 1998           | Corea del Sur | Japón         | Tailandia     |
| Busan 2002             | Corea del Sur | China Taipéi  | Tailandia     |
| Doha 2006              | Japón         | Corea del Sur | China         |
| Guangzhou 2010         | Japón         | Hong Kong     | Corea del Sur |
| Incheon 2014           | Japón         | Hong Kong     | Corea del Sur |
| Yakarta–Palembang 2018 | Hong Kong     | Japón         | Corea del Sur |
| Hangzhou 2022          | Hong Kong     | Corea del Sur | Japón         |
| Aichi-Nagoya 2026      | A disputarse  | A disputarse  | A disputarse  |

#### Medallero
| Núm. | País          | Oro | Plata | Bronce | Total |
| ---- | ------------- | --- | ----- | ------ | ----- |
| 1    | Japón         | 3   | 2     | 1      | 6     |
| 2    | Corea del Sur | 2   | 2     | 3      | 7     |
| 3    | Hong Kong     | 2   | 2     | 0      | 4     |
| 4    | China Taipéi  | 0   | 1     | 0      | 1     |
| 5    | Tailandia     | 0   | 0     | 2      | 2     |
| 6    | China         | 0   | 0     | 1      | 1     |
|      | TOTAL         | 7   | 7     | 7      | 21    |

Nota: El torneo de los Juegos Asiáticos de 2022 es el último considerado

### Torneo femenino
| Evento                 | Oro          | Plata        | Bronce       |
| ---------------------- | ------------ | ------------ | ------------ |
| Guangzhou 2010         | Kazajistán   | China        | Tailandia    |
| Incheon 2014           | China        | Japón        | Kazajistán   |
| Yakarta–Palembang 2018 | Japón        | China        | Kazajistán   |
| Hangzhou 2022          | China        | Japón        | Hong Kong    |
| Aichi-Nagoya 2026      | A disputarse | A disputarse | A disputarse |

#### Medallero
| Núm. | País       | Oro | Plata | Bronce | Total |
| ---- | ---------- | --- | ----- | ------ | ----- |
| 1    | China      | 2   | 2     | 0      | 4     |
| 2    | Japón      | 1   | 2     | 0      | 3     |
| 3    | Kazajistán | 1   | 0     | 2      | 3     |
| 4    | Tailandia  | 0   | 0     | 1      | 1     |
| 5    | Hong Kong  | 0   | 0     | 1      | 1     |
|      | TOTAL      | 4   | 4     | 4      | 12    |

Nota: El torneo de los Juegos Asiáticos de 2022 es el último considerado